# Maladera futschauana
Maladera futschauana är en skalbaggsart som beskrevs av Brenske 1897. Maladera futschauana ingår i släktet Maladera och familjen Melolonthidae. Inga underarter finns listade i Catalogue of Life.